# John O'Hurley
John Gerald O'Hurley  (9 de outubro de 1954) é um ator estadunidense. 
Tornou-se conhecido pelo papel de J. Peterman no seriado Seinfeld, numa paródia do empresário John Peterman. Em 2001 ajudou a financiar o ressurgimento da The J. Peterman Company ao custo de 28.2 milhões de dólares, tornando-se assim co-proprietário da empresa.
Foi também apresentador do programa Family Feud de 2006 a 2010.